# Necropoli di Pizzofalcone
La necropoli di Pizzofalcone è un sito archeologico rinvenuto casualmente a Napoli nel 1949, durante i lavori di ristrutturazione di un palazzo distrutto dai bombardamenti della seconda guerra mondiale.

## Descrizione
Un settore della necropoli è stato studiato dall'archeologo Mario Napoli nel corso di una campagna di scavi che durò cinque anni. Il materiale, di fattura Cumana, è databile dalla metà del VII secolo a.C. alla prima metà del VI secolo a.C.. Tale ritrovamento fu molto importante nel panorama archeologico e storico napoletano, in quanto comprovò l'origine cumana della città. La necropoli in oggetto attestò dunque che Partenope era una sorta di sub-colonia di Cuma, ossia uno di quei porti-fortezze situati lungo le coste del golfo di Napoli.
Una ripresa dell'occupazione sepolcrale è datata tra il IV secolo a.C. e il III, nella fase in cui Parthenope è ormai diventata la Palepoli di Neapolis.
L'area, oggi ricoperta e quindi non più visitabile, sorgeva in un piccolo spazio a sud-ovest della collina di san Martino, tra i quartieri di Chiaia e Montecalvario.
Il materiale rinvenuto durante gli scavi è oggi conservato nel museo archeologico nazionale di Napoli.
Nel I secolo a.C. la collina di Pizzofalcone e l'isolotto di Megaride si presentavano occupati dall'enorme Villa di Licinio Lucullo. Nel V secolo tale struttura venne fortificata ed ospitò Romolo Augusto, ultimo imperatore dell'Impero romano d'Occidente.